# 奥田栄之進

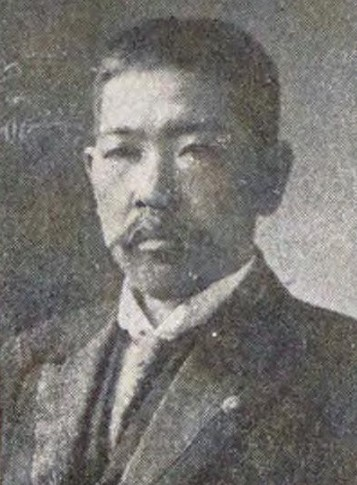
奥田栄之進

奥田 栄之進（おくだ えいのしん、1864年3月11日（元治元年2月4日） - 1945年（昭和20年）1月7日）は、明治から昭和時代前期の政治家、実業家。貴族院多額納税者議員。衆議院議員（4期）。

## 経歴
奥田清蔵の二男として、薩摩鹿児島藩領日置郡串木野郷麓（鹿児島県日置郡串木野町、串木野市を経て現いちき串木野市）に生まれる。1881年（明治14年）7月、家督を相続する。おじ奥田直之助の跡を継いで1898年（明治31年）鹿児島県会議員に当選。副議長を経て、1902年（明治35年）同議長に就任。同参事会員も務めた。
1908年（明治41年）5月の第10回衆議院議員総選挙では鹿児島県郡部から出馬し当選する。立憲政友会に属した。以後、衆議院議員に連続4回当選した。その後、1925年（大正14年）鹿児島県多額納税者として貴族院議員に互選され、同年9月29日から1932年（昭和7年）9月28日まで在任し、在任中は研究会に所属した。議員在任中は串木野港の築港などを推進した。
ほか、鹿児島県農会長、南薩鉄道取締役、鹿児島新聞社長、川宮鉄道取締役、串木野製氷社長、鹿児島火山友硅藻工取締役などを歴任した。